# Volkspark Hasenheide
Volkspark Hasenheide er en park på omkring 50 hektar i Berlin-distriktet Neukölln på grænsen til Kreuzberg. Parkens navn går tilbage til brugen af området som kaninindhegning fra 1678. Frederik Vilhelm den Store af Brandenburg-Preussen gik på jagt her.

## Eksterne links
- Berlin.de side på Hasenheide
- BesøgBerlin.de side på Hasenheide

52°29′02″N 13°24′58″Ø / 52.484°N 13.416°Ø